# Platygaster rhabdophagae
Platygaster rhabdophagae är en stekelart som beskrevs av Macgown 1979. Platygaster rhabdophagae ingår i släktet Platygaster och familjen gallmyggesteklar. Inga underarter finns listade i Catalogue of Life.